# Joseph Okito
Joseph Okito (ur. 1910, zm. 1961) – kongijski polityk, wiceprzewodniczący Senatu Demokratycznej Republiki Konga, bliski współpracownik Patrice Lumumby oraz jeden z liderów partii Kongijski Ruch Narodowy (MNC). 
Okito został zamordowany w styczniu 1961 roku wraz z byłym premierem Patrice Lumumbą oraz ministrem Maurice Mpolo na terenie Katangi. W wyniku zabójstwa Lumumby, Okito i Mpolo – 21 lutego 1961 roku została przyjęta Rezolucja Rady Bezpieczeństwa Organizacji Narodów Zjednoczonych 161 o natychmiastowym podjęciu środków w celu zapobieżenia wybuchowi wojny domowej w Kongo. W filmie pt. Lumumba w reżyserii Raoula Pecka w rolę Josepha Okito wcielił się Cheik Doukouré.